# Saint-Jean-aux-Amognes
Saint-Jean-aux-Amognes là một xã của tỉnh Nièvre, thuộc vùng Bourgogne-Franche-Comté, miền trung nước Pháp.